# George Robertson

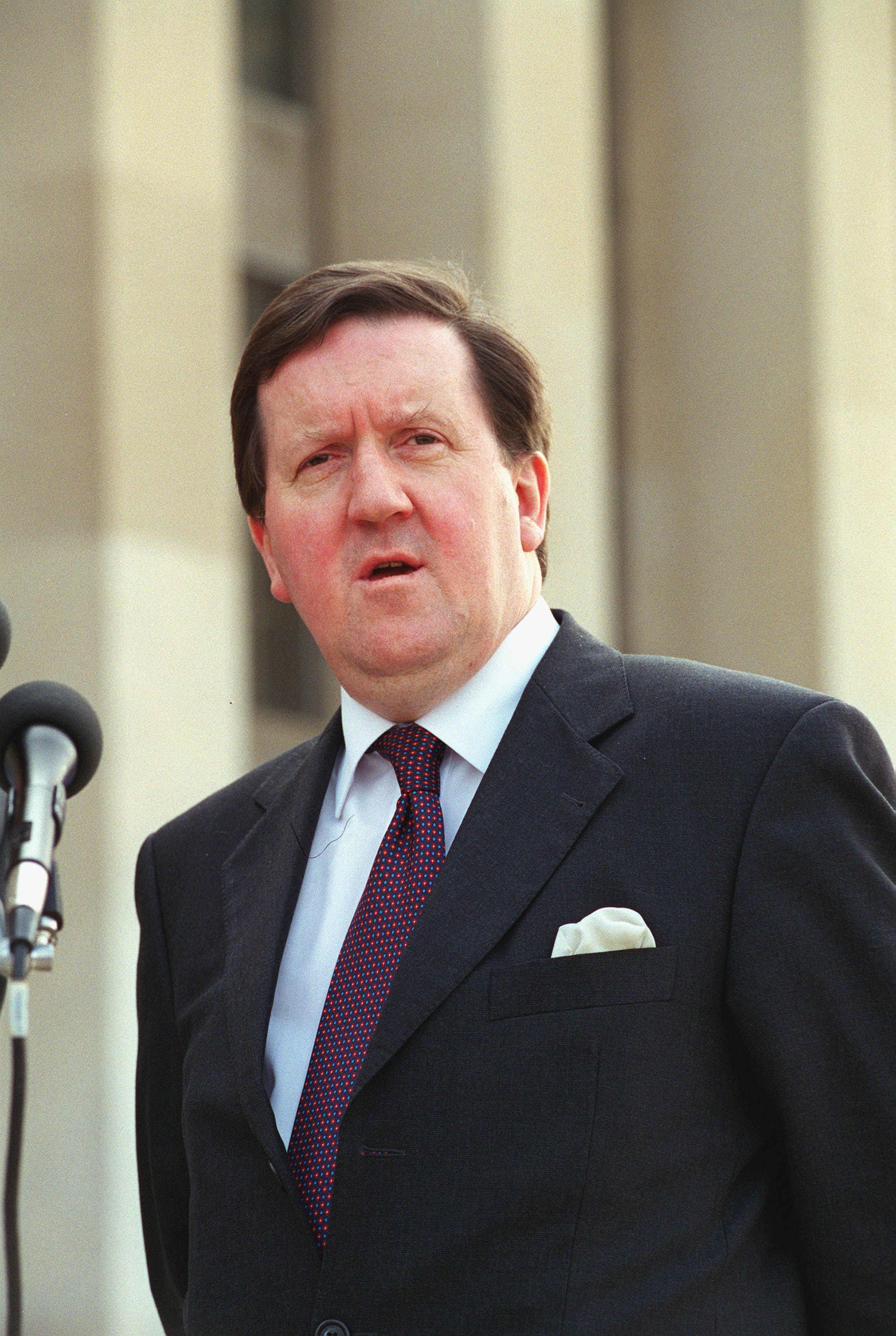
George Robertson

George Islay MacNeill Robertson, Baron Robertson of Port Ellen, KT, GCMG, PC (* 12. April 1946 in Port Ellen auf Islay, Schottland) ist ein britischer Politiker der Labour Party und war britischer Verteidigungsminister von 1997 bis 1999 sowie NATO-Generalsekretär von 1999 bis 2003.

## Leben
Robertson studierte Wirtschaftswissenschaften an der Universität Dundee und erhielt 1968 seinen Abschluss. Von 1968 bis 1978 war er als Funktionär für die Gewerkschaft General, Municipal and Boilermakers’ Union tätig. 1970 heiratete er seine Frau Sandra. Robertson hat drei Kinder. Von 1977 bis 1978 war er Generalsekretär der Labour-Partei in Schottland.
1978 gewann er den Parlamentssitz im Wahlkreis Hamilton (ab 1997 Wahlkreis Hamilton South) und wurde insgesamt fünf Mal wiedergewählt. Seit 1979 war er unter anderem Sprecher seiner Partei für Schottland-Angelegenheiten, für Verteidigungspolitik und für Außen- und Commonwealthpolitik, daneben für Europapolitik. Neben seinen politischen Funktionen war Robertson unter anderem Mitglied im Vorstand des Royal Institute of International Affairs von 1984 bis 1991 und stellvertretender Vorsitzender des British Council von 1985 bis 1994.
Nach dem Labour-Wahlsieg 1997 wurde er von Tony Blair als Verteidigungsminister ins Kabinett berufen. 1999 gab er diesen Posten ab, um sein Amt als NATO-Generalsekretär antreten zu können. Am 24. August 1999 wurde er als Baron Robertson of Port Ellen, of Islay in Argyll and Bute, zum Life Peer erhoben und ist dadurch seither Mitglied des House of Lords.
Von 2004 bis 2007 war er Mitglied im Vorstand von Cable & Wireless.

## Auszeichnungen (Auswahl)
- deutsches Großes Bundesverdienstkreuz (1991)
- Großkreuz des Sterns von Rumänien (2000)
- Großkreuz des portugiesischen Christusordens (2003)
- Knight Grand Cross des Order of St. Michael and St. George (2003)
- Presidential Medal of Freedom (2003)
- Orden des Fürsten Jaroslaw des Weisen II. Klasse (2003)
- Großkreuz des Verdienstordens der Republik Ungarn (2003)
- Großkreuz des lettischen Drei-Sterne-Ordens (2004)
- Knight Companion des Distelordens (2004)
- Hanno R. Ellenbogen Citizenship Award (2004) der Prague Society for International Cooperation und Global Panel Foundation